# خانم أفندي
خانم أفندي (بالتركية الحديثة: Hanım Efendi، وهو مركب من لفظي خانم وأفندي) هو لقب كانت تحمله قرينة السلطان العثماني، وهي أدنى في المنزلة من رتبة قادين أفندي. ظهر هذا اللقب لأول مرة في عهد السلطان مصطفى الثاني.